# Johan Mombaerts

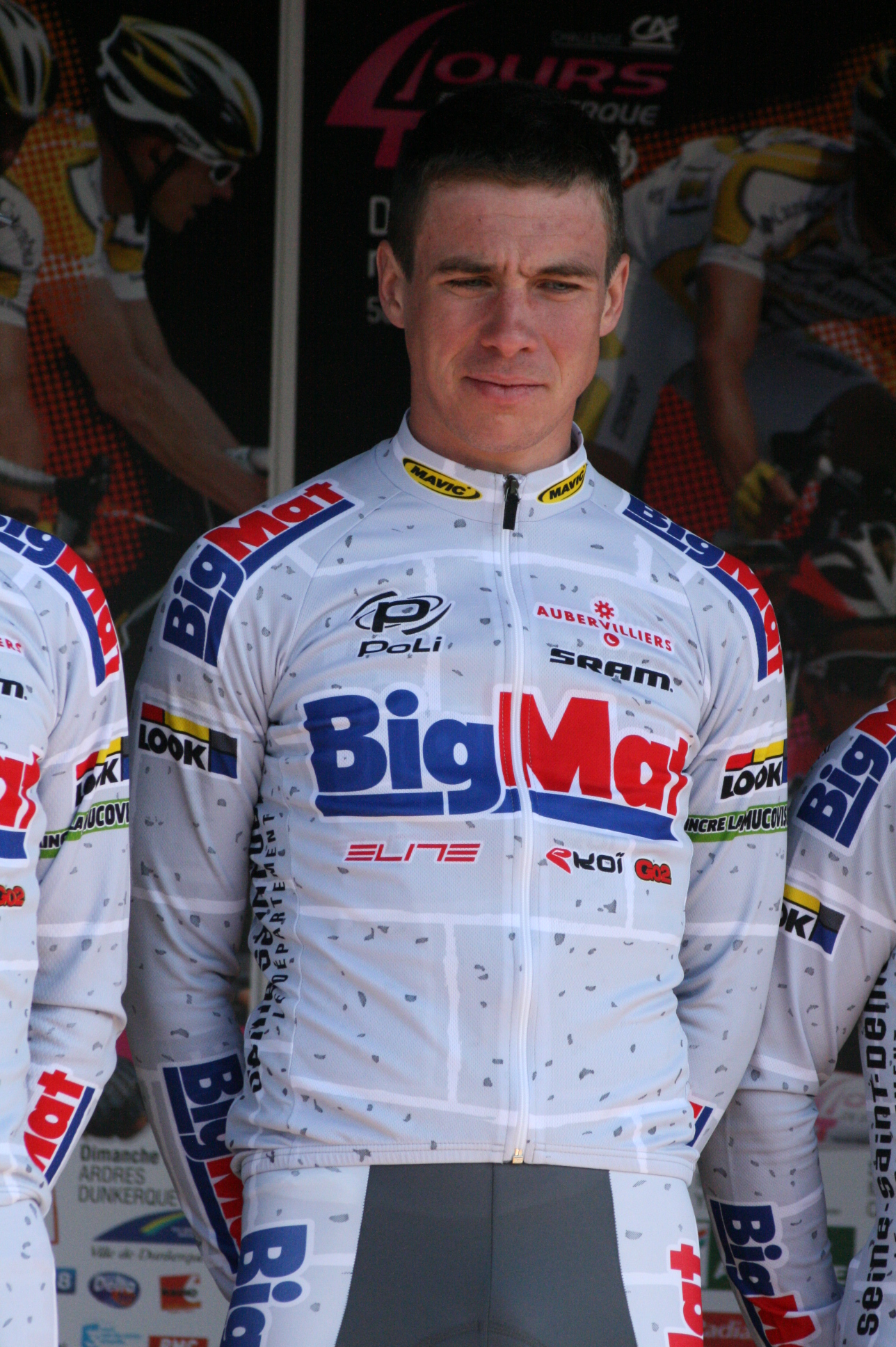
Johan Mombaerts bei den Vier Tagen von Dünkirchen 2010

Johan Mombaerts (* 6. Oktober 1984 in Monteau-Foult) ist ein französischer Straßenradrennfahrer.
Johan Mombaerts konnte 2008 das Eintagesrennen Paris-Chalette-Vierzon für sich entscheiden. Von 2009 bis 2012 fuhr er für das französische Continental Team Auber 93. In seinem ersten Jahr dort gewann er ein Teilstück der Route du Sud erfolgreich. Außerdem belegte Mombaerts beim Grand Prix d’Ouverture La Marseillaise den neunten Platz. 2011 wurde er Gesamtelfter der Vier Tage von Dünkirchen.

## Erfolge
2009
- eine Etappe Route du Sud

## Teams
- 2009 Auber 93
- 2010 Big Mat-Auber 93
- 2011 Big Mat-Auber 93
- 2012 Auber 93